# Philibert Commerson
Philibert Commerson, född 18 november 1727 i Châtillon-sur-Chalaronne, departementet Ain, död 13 mars 1773 på Mauritius, var en fransk läkare och naturforskare.  
På uppdrag av Carl von Linné föranstaltade han för drottning Lovisa Ulrika av Sverige en insamling av en mängd sällsynta medelhavsfiskar (med beskrivningar). Arvodet för detta besvär använde han till anläggning av en botanisk trädgård i sin födelsestad, där han levde som praktiserande läkare från 1756 till 1766, då han i sällskap med Louis Antoine de Bougainville började en resa omkring jorden. Commersons assistent på den resan var hans assistent och alltiallo Jeanne Baret, som på grund av den gällande lagen reste förklädd till man.
Av Commersons handskrifter, teckningar och samlingar, vilka inlämnades till Muséum national d'histoire naturelle, hade Bernard Germain de Lacépède och Georges Cuvier samt bland andra Antoine Laurent de Jussieu och Henri Ernest Baillon god hjälp vid utförandet av sina iktyologiska eller botaniska arbeten.

## Eftermäle
Asteroiden 13770 Commerson är uppkallad efter honom.
Auktorsnamnet Comm. kan användas för Philibert Commerson i samband med ett vetenskapligt namn inom botaniken; se Wikipediaartiklar som länkar till auktorsnamnet.